# Francesco Zuccarelli
Giacomo Francesco Zuccarelli (15. srpna 1702 Pitigliano – 30. prosince 1788 Florencie) byl italský barokní a rokokový malíř. Zaměřil se na krajinomalbu s mytologickými a historickými náměty. Často zobrazoval idealizované výjevy ze života venkovanů, odrážející dobovou zálibu v bukolické poezii a spisech Jeana-Jacquese Rousseaua volajících po návratu k přírodě. Byl také portrétistou a vytvářel veduty, věnoval se i grafice a tapisériím. Místo podpisu na svých obrazech často zobrazoval dýně (italsky zucca).
Byl synem vinařského podnikatele z Toskánska. Malovat ho učil Giovanni Maria Morandi v Římě a pravděpodobně také Paolo Anesi ve Florencii. Jeho velkým vzorem byl Claude Lorrain. Prvním spolehlivě doloženým Zuccarelliho dílem jsou oltářní obrazy vytvořené roku 1725 pro katedrálu v rodném městě. Od roku 1732 pobýval v Benátkách, kde se oženil a vstoupil do tamního malířského cechu. Často spolupracoval se známým malířem architektury Antoniem Visentinim.
Jeho mecenášem byl anglický konzul Joseph Smith a na jeho pozvání žil od roku 1752 v Anglii, kde jeho lyrický styl získal velkou oblibu. Maloval krajiny i aristokratická sídla, vytvořil také obraz Macbetha inspirovaný Shakespearovým dílem. Vstoupil do londýnské Society of Dilettanti a byl jedním ze zakladatelů Royal Academy of Arts. Svým dílem výrazně ovlivnil britské malíře jako např. Richard Wilson a Joshua Reynolds. Majiteli jeho obrazů se stali Fridrich II. Veliký a Jiří III. Po návratu do vlasti v roce 1771 byl Zuccarelli jmenován ředitelem benátské Akademie. Malování se věnoval až do vysokého věku.
Jeho obrazy se nacházejí na hradě Windsor, v cambridgeském Fitzwilliamově muzeu, v galerii Accademia Carrara v Bergamu nebo v benátském Ca' Rezzonico. V paláci rodu Orsiniů v Pitiglianu bylo zřízeno Zuccarelliho muzeum.

## Výběr z díla

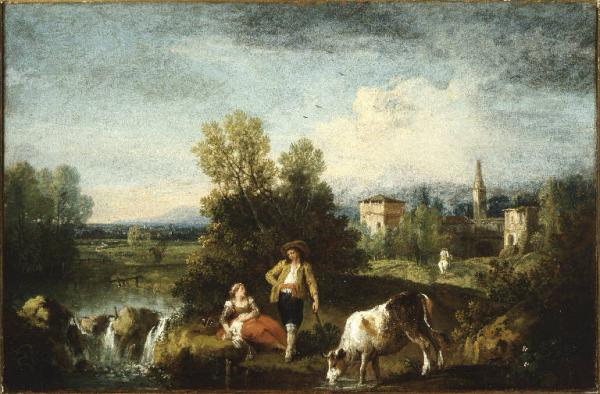
Krajina s postavami a potokem (1736)
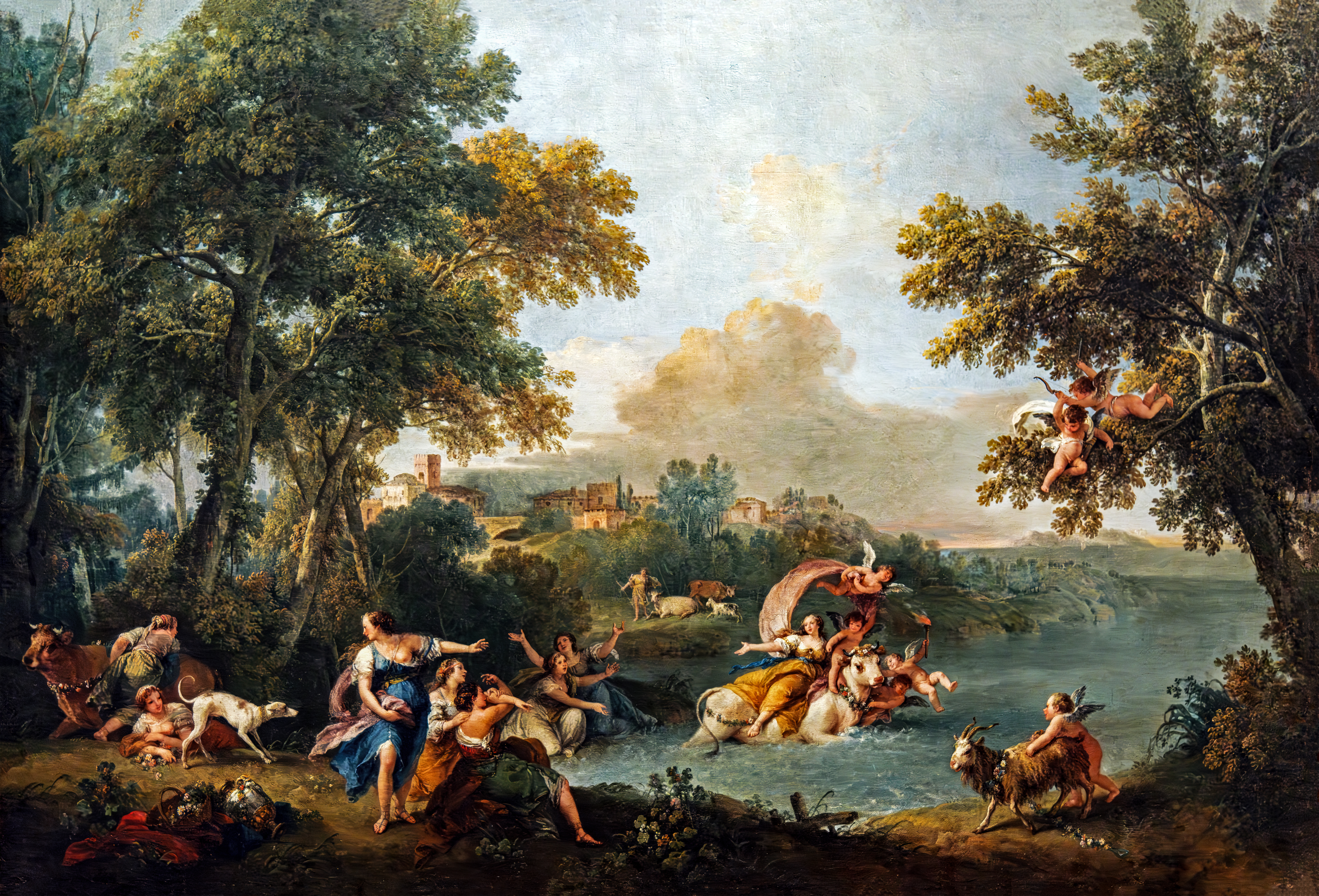
Únos Evropy
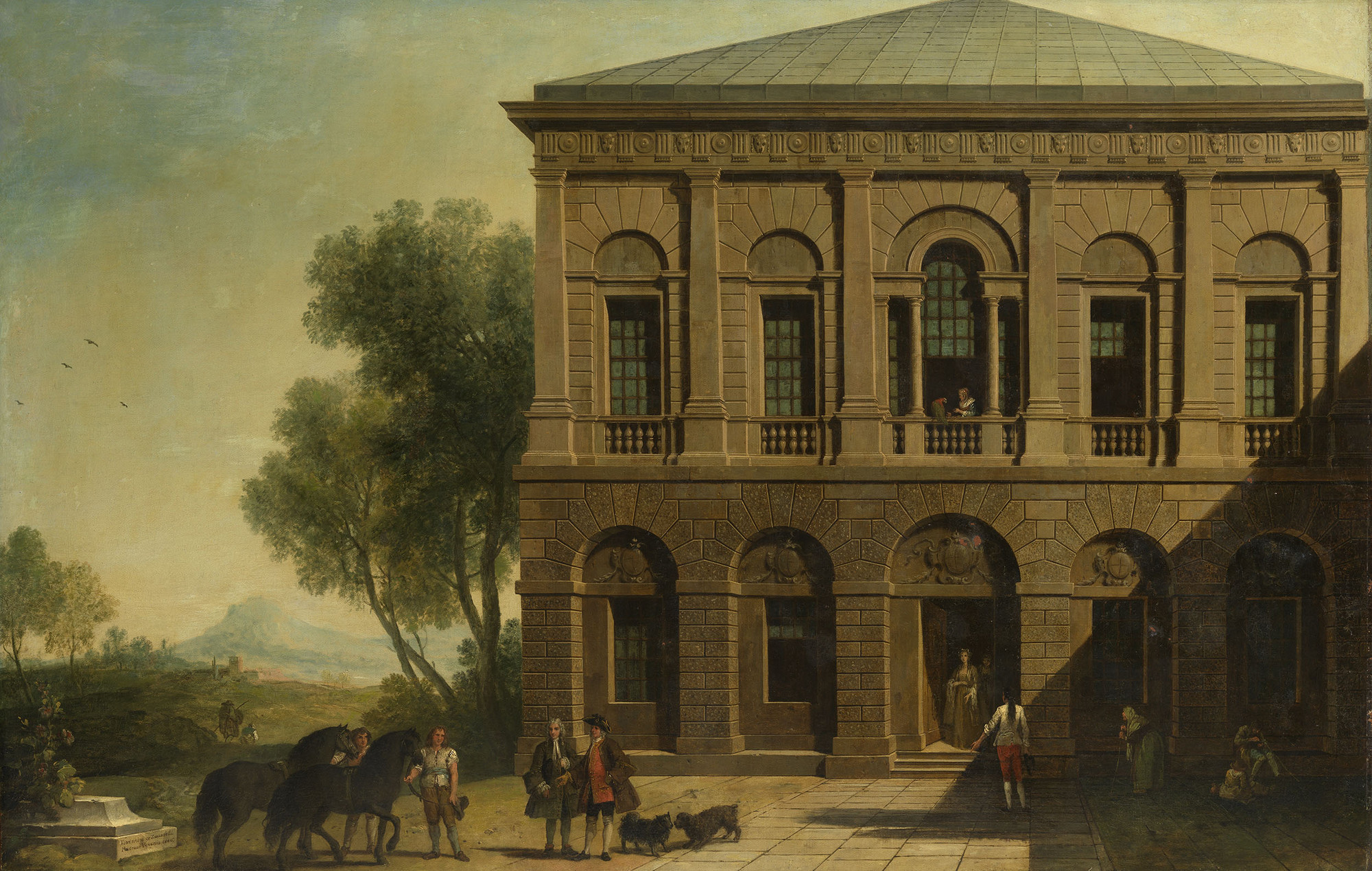
Dům generála Wadea (1746)
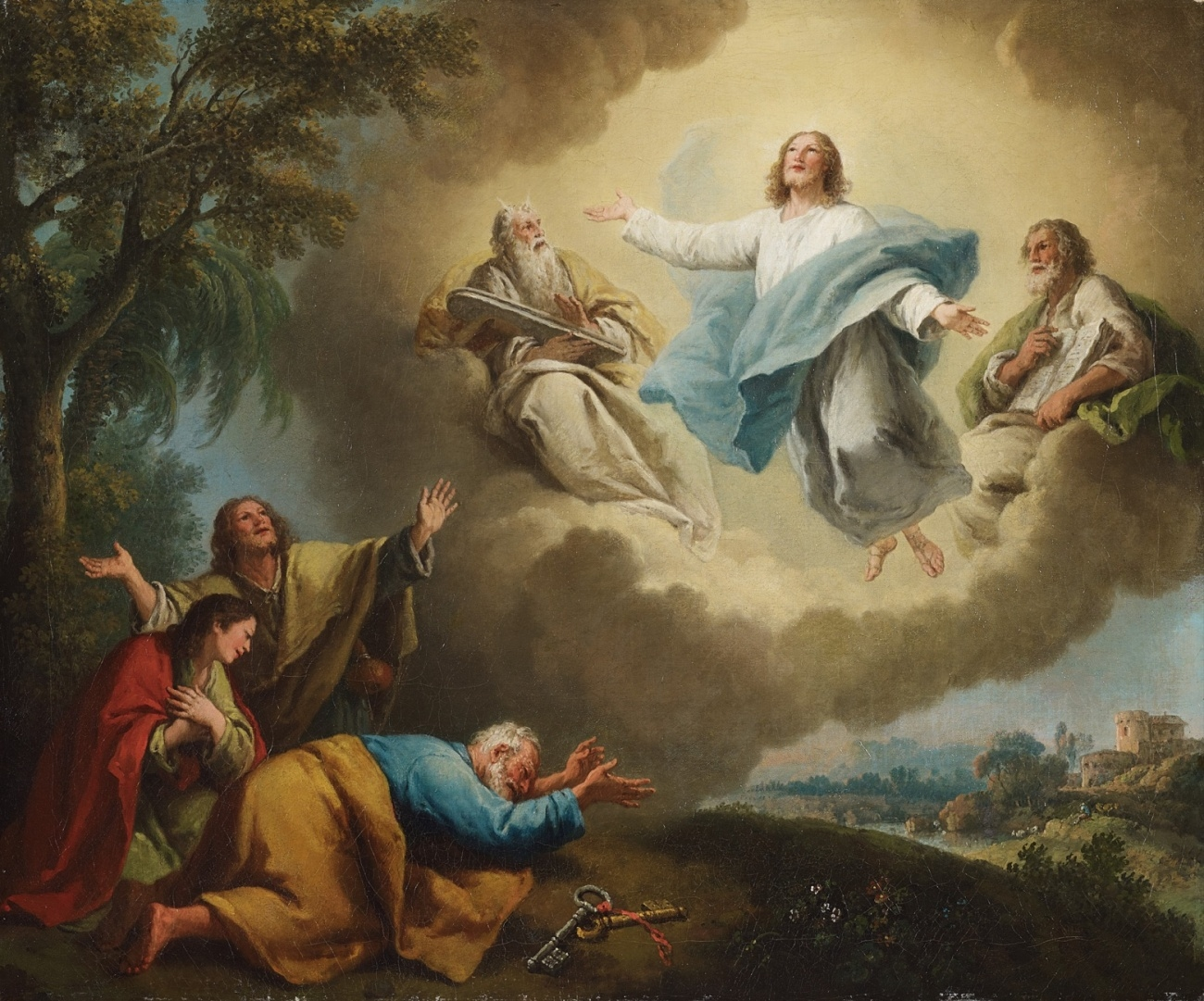
Proměnění Páně (1747)
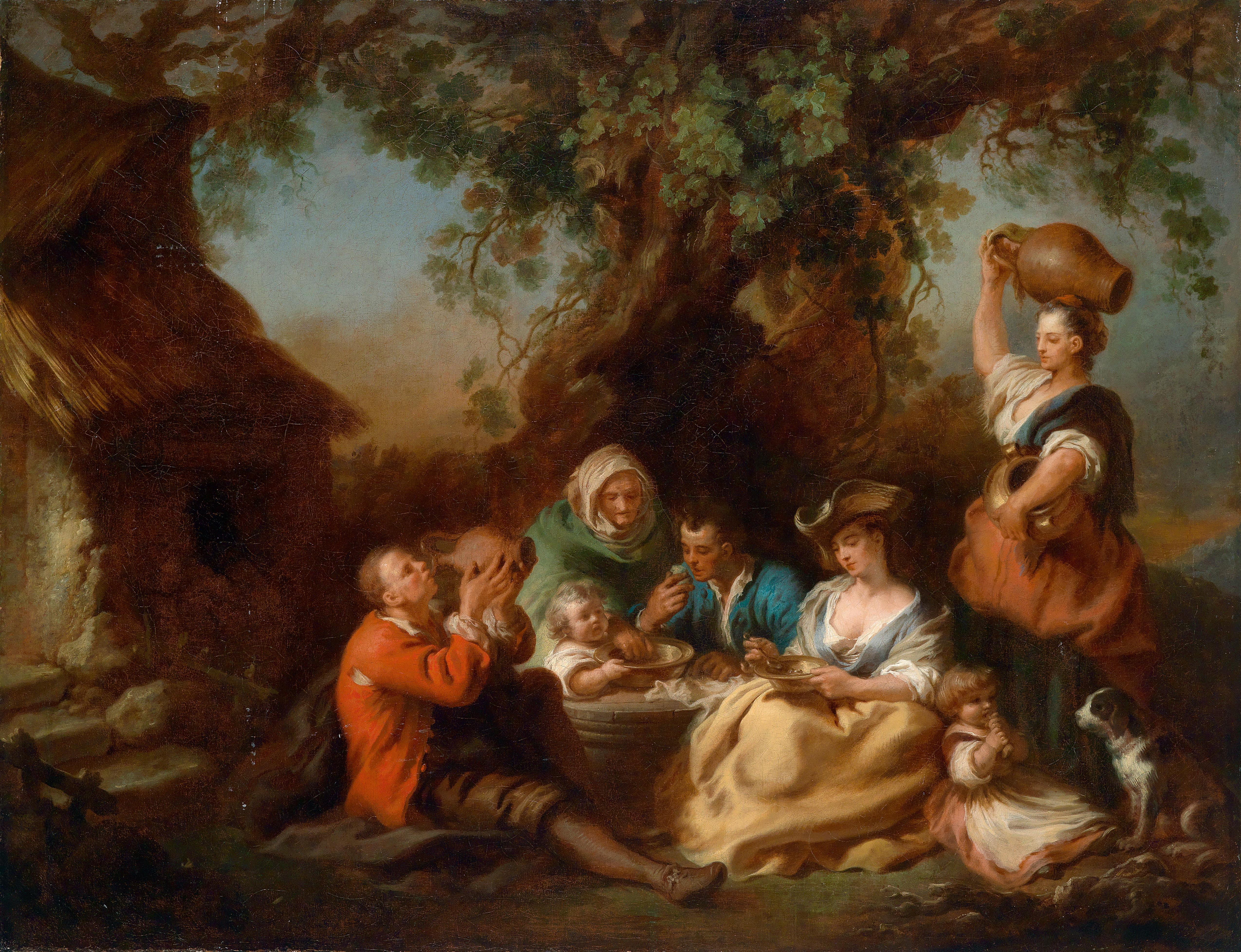
Snídaně v přírodě
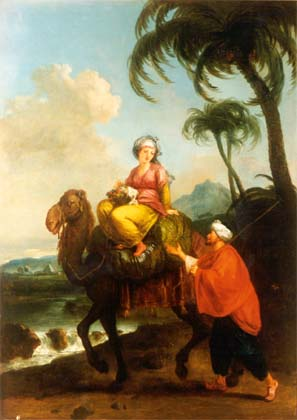
Pár s velbloudem (asi 1756)